# Resolutie 937 Veiligheidsraad Verenigde Naties
Resolutie 937 van de Veiligheidsraad van de Verenigde Naties werd op 21 juli 1994 aangenomen. De resolutie verlengde de UNOMIG-waarnemingsmissie in Abchazië met een half jaar, stuurde bijkomende waarnemers en omschreef het mandaat van de missie opnieuw. 
Veertien leden stemden voor, Rwanda nam niet deel aan de stemming.

## Achtergrond
Op de golf van opkomend onafhankelijkheidsstreven van Georgië uit de Sovjet-Unie tegen het einde van de jaren 1980, streefde de Abchazische minderheid in de Abchazische autonome republiek de onafhankelijkheid na, uit angst de autonomie in Georgië te verliezen. Het leidde tot etnische spanningen met de Georgiërs, die in Abchazië de grootste bevolkingsgroep waren.
In 1992 kwam het tot een gewapend conflict, waarbij ook Rusland betrokken raakte, dat het voor de Abchaziërs opnam. Begin 1993 braken zware gevechten uit om de Abchazische hoofdstad Soechoemi. In de zomer van 1993 werd een staakt-het-vuren afgesproken en werd de UNOMIG-waarnemingsmissie opgericht. De val van Soechoemi in september 1993 leidde tot grootschalige etnische zuiveringen tegen de Georgische gemeenschap.

## Inhoud

### Waarnemingen
De Veiligheidsraad bevestigde de soevereiniteit en territoriale integriteit van Georgië en het recht van alle vluchtelingen en ontheemden om veilig terug te keren naar hun huizen. De raad verwelkomde ook het akkoord over een staakt-het-vuren en een scheiding van de troepen dat in Moskou werd getekend.
Het was van belang dat de onderhandelingen vooruitgingen zodat een VN-vredesmacht opnieuw kon worden overwogen. De inzet van een GOS-vredesmacht hing af van de toestemming van de partijen. De partijen en de GOS-vredesmacht verzekerden ook volledige bewegingsvrijheid voor de
UNOMIG-waarnemingsmacht van de Verenigde Naties.

### Handelingen
De partijen moesten zich meer inspannen om een regeling te treffen. Die partijen wilden dat de VN daar actief bij betrokken bleven. Secretaris-generaal Boutros Boutros-Ghali kreeg toestemming om UNOMIG te versterken tot 136 militaire waarnemers. Haar mandaat werd:
a. toezien op het akkoord over een staakt-het-vuren en scheiding van troepen,
b. de operatie van de GOS-vredesmacht waarnemen,
c. erop toezien dat de troepen en zware wapens buiten de veiligheidszone zouden blijven,
d. toezien op de opslagplaatsen voor die zware wapens,
e. toezien op de terugtrekking van Georgië uit de Kodorivallei,
f. patrouilleren in de Kodorivallei,
g. schendingen van de akkoorden onderzoeken,
h. rapporteren over de uitvoering van haar mandaat en de akkoorden en onderzochte schendingen,
i. contact houden met beide partijen en de GOS-vredesmacht en door haar aanwezigheid zorgen voor een veilige terugkeer van vluchtelingen.
De Veiligheidsraad besloot ook dat het mandaat van UNOMIG zou worden verlengd tot 13 januari 1995.
De secretaris-generaal werd nog gevraagd een fonds op te zetten voor de uitvoering van de akkoorden en humanitaire zaken, waaronder ontmijning. Ook werd hem gevraagd binnen de drie maanden te rapporteren over de uitvoering van deze resolutie en de gesloten akkoorden, en over de situatie in Abchazië.

## Verwante resoluties
- Resolutie 906 Veiligheidsraad Verenigde Naties
- Resolutie 934 Veiligheidsraad Verenigde Naties
- Resolutie 971 Veiligheidsraad Verenigde Naties (1995)
- Resolutie 993 Veiligheidsraad Verenigde Naties (1995)

Lijst ·  893 ·  894 ·  895 ·  896 ·  897 ·  898 ·  899 ·  900 ·  901 ·  902 ·  903 ·  904 ·  905 ·  906 ·  907 ·  908 ·  909 ·  910 ·  911 ·  912 ·  913 ·  914 ·  915 ·  916 ·  917 ·  918 ·  919 ·  920 ·  921 ·  922 ·  923 ·  924 ·  925 ·  926 ·  927 ·  928 ·  929 ·  930 ·  931 ·  932 ·  933 ·  934 ·  935 ·  936 ·  937 ·  938 ·  939 ·  940 ·  941 ·  942 ·  943 ·  944 ·  945 ·  946 ·  947 ·  948 ·  949 ·  950 ·  951 ·  952 ·  953 ·  954 ·  955 ·  956 ·  957 ·  958 ·  959 ·  960 ·  961 ·  962 ·  963 ·  964 ·  965 ·  966 ·  967 ·  968 ·  969